# Bokilifu Boni
 Bokilifu Boni (meist nur Boni, geb. um 1730; gest. 19. Februar 1793, Akuba Booko Goo, Maripasoula, Französisch-Guayana) war ein Freiheitskämpfer und Guerillaführer in Suriname in Zeiten der niederländischen Kolonialherrschaft. Er wurde in Cottica als Sohn einer versklavten afrikanischen Mutter geboren, die ihrem holländischen Herrn entflohen war. Er wuchs bei ihr unter Maroons im Urwald auf. Er war ein so erfolgreicher Anführer, dass seine Anhänger als „Boni’s people“ bekannt waren (später nannten sie sich Aluku). Sie errichteten ein Fort im Tiefland und führten Raubzüge gegen niederländische Plantagen entlang der Küste. Unter dem Druck von niederländischen Truppen und hunderten von Freedmen suchte der Haufen weiter östlich jenseits des Flusses in Französisch-Guayana Schutz. Boni führte weitere Raubzüge durch, wurde aber letztlich im Gefecht getötet.

## Leben
Laut den Legenden war Boni ein „gemischtrassiger“ Sohn eines Holländers und dessen Geliebter, einer afrikanischen Sklavin. Als sie schwanger war, floh sie in den Urwald zu den Cottica-Maroons. Dort wurde Boni um 1730 geboren. Er lernte Jagen und Fischen von den Anführern der Gemeinschaft. Der Stamm lebte ursprünglich am Fluss Cottica, im Gebiet des heutigen Moengo resort in Suriname.
1760 unterzeichneten die Ndyuka, die in der Nähe siedelten, einen Friedensvertrag mit den Kolonisten, welcher ihnen territoriale Autonomie zugestand. 1765 wurde Boni Nachfolger von Asikan Sylvester als Anführer des Stammes. Boni wollte ebenfalls einen Friedensvertrag aushandeln, die Sozietät von Suriname (Geoctroyeerde Sociëteit van Suriname) begann jedoch einen Feldzug gegen ihn. Die Sociëteit hatte Verhandlungen als Zeichen der Schwäche interpretiert. Der Stamm zählte etwa 200 Personen, während die Ndyuka 2.000 Personen waren. Lou Lichtveld hält auch den Sklavenaufstand von Berbice 1763 als einen Grund für den Wechsel der Herangehensweise. Jedenfalls wurde 1768 das erste Dorf entdeckt und zerstört.
1770 schlossen sich zwei andere Gruppen von Maroons dem Stamm an, woraufhin sie als die „Boni’s“ bekannt wurden. Boni trainierte seine Leute zu furchteinflößenden Kriegern. Bekannte Kriegsgenossen waren „Baron“ und „Joli-coeur“.

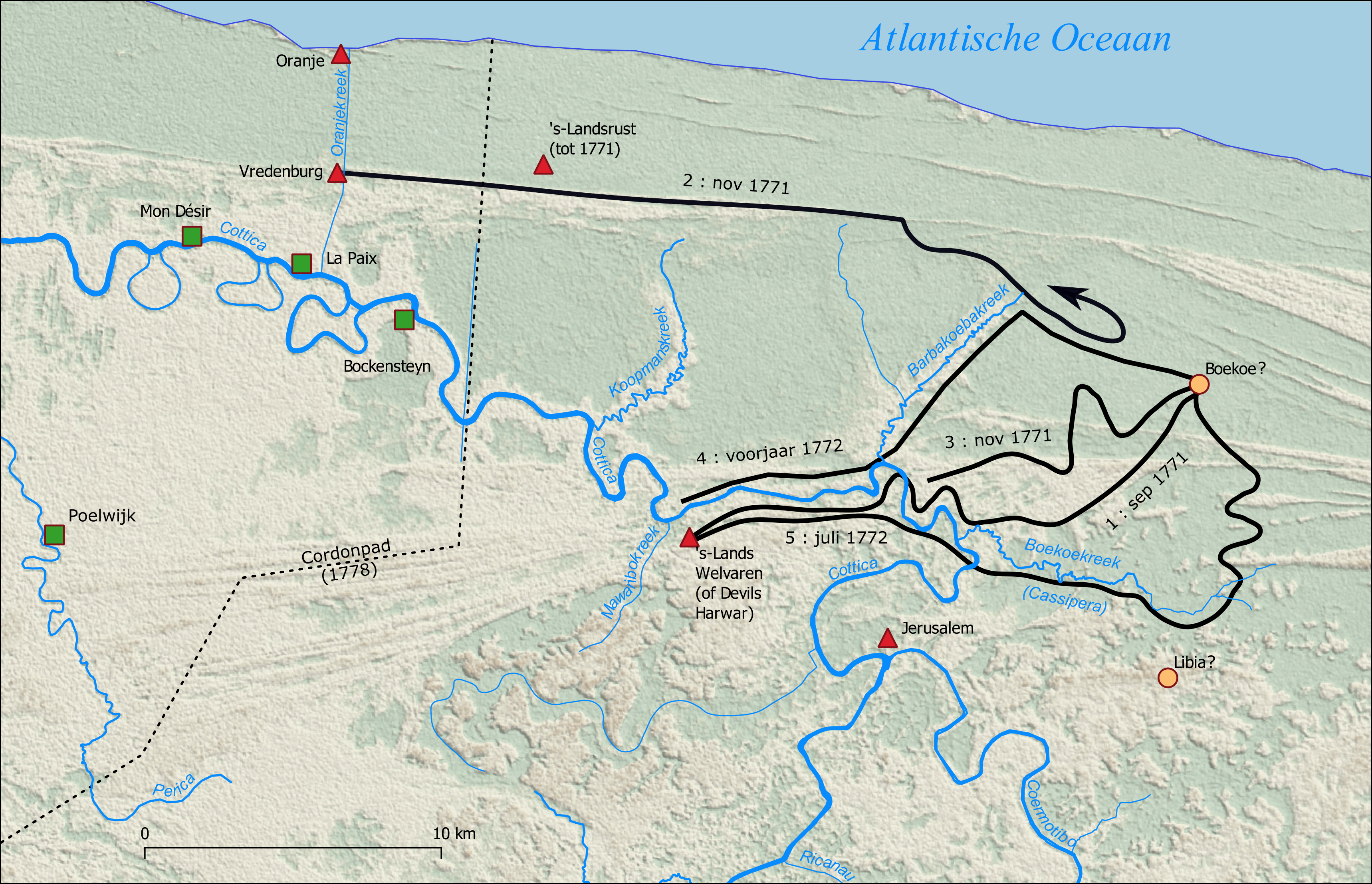
Karte der Expeditionen nach Fort Boekoe 1771 und 72.

Boni und seine Krieger hatten ihr Hauptquartier in einer großen Festung mit einer vier Meter hohen Mauer, dem so genannten Fort Boekoe. Die Festung lag im Sumpfgebiet der Küste im heutigen Distrikt Commewijne, und war nach dem Boekoe Creek benannt. Der Sumpf sorgte für zusätzlichen strategischen Schutz und die Festung war mit Gewehren und einer Kanone bestückt.
Es war fast unmöglich für die niederländischen Militärs, die Festung zu finden oder zu erreichen. Aus dieser starken Position heraus unternahmen die Bonis zahlreiche Raubzüge zu Plantagen im Osten von Suriname, besonders im Gebiet des Cottica. Im Laufe der Raubzüge erbeuteten sie Proviant, Werkzeuge, Waffen und Frauen. Aufgrund der Erfolge der Bonis versuchten Sklaven zu fliehen und sich ihnen anzuschließen.
Für die Planter (die Plantagenbesitzer) bedeutete der Verlust von Sklaven einen großen Verlust an Kapital. Durch die Raubzüge von Fort Boekoe aus und die teuren Bestrafungsexpeditionen, die darauf folgten, wurde die Festung eine echte Bedrohung für die Kolonisten. Die Milizen der Kolonie waren nicht in der Lage, der Guerilla-Taktik der Bonis etwas entgegenzusetzen. Die Miliz wurde daraufhin 1772 durch ein Corps von 300 Zwarte Jagers (Schwarze Jäger) verstärkt, welche aus befreiten Sklaven rekrutiert und von europäischen Offizieren angeführt wurden. Die Soldaten erhielten Befreiung aus der Sklaverei und ein Stück Land, wenn sie sich einschrieben. Um sie von den Truppen Bonis zu unterscheiden, trugen sie rote Mützen, weshalb sie den Spitznamen Redi Musus (niederländische Orthographie: Redi Moesoes) erhielten.
Dieses Corps war erfolgreich: Nach einer Kampagne von sieben Monaten, wurde 1772 der geheime Weg zum Fort, der im Wasser verborgen war, verraten. Während der Captain Mangold eine Scheinattacke ausführte, griffen die Jagers das Fort auf dem Geheimpfad an. Das Fort wurde zerstört, aber Boni entkam nach Osten und überquerte den Marowijne River nach Französisch-Guayana.
Er verlegte sein Hauptquartier ins Fort Aloekoe und andere Orte. Im Februar 1773 langte Verstärkung aus der niederländischen Republik an: ein Regiment Korps Mariniers unter der Führung von Colonel Louis-Henri Fourgeoud. Unter den Offizieren war John Gabriel Stedman, der einen Bericht seiner Erfahrungen veröffentlichte. Er beschrieb unter anderem die Taktik der Maroon-Guerillas: Kleine Gruppen von vier oder fünf Männern, die sich schnell bewegten und schossen, griffen als Teil einer viel größeren Gruppe an. Da sie die Sumpfgebiete bestens kannten, konnten Boni und seine mobilen Kämpfer wiederholt die Europäer und deren Söldner verwirren und besiegen.

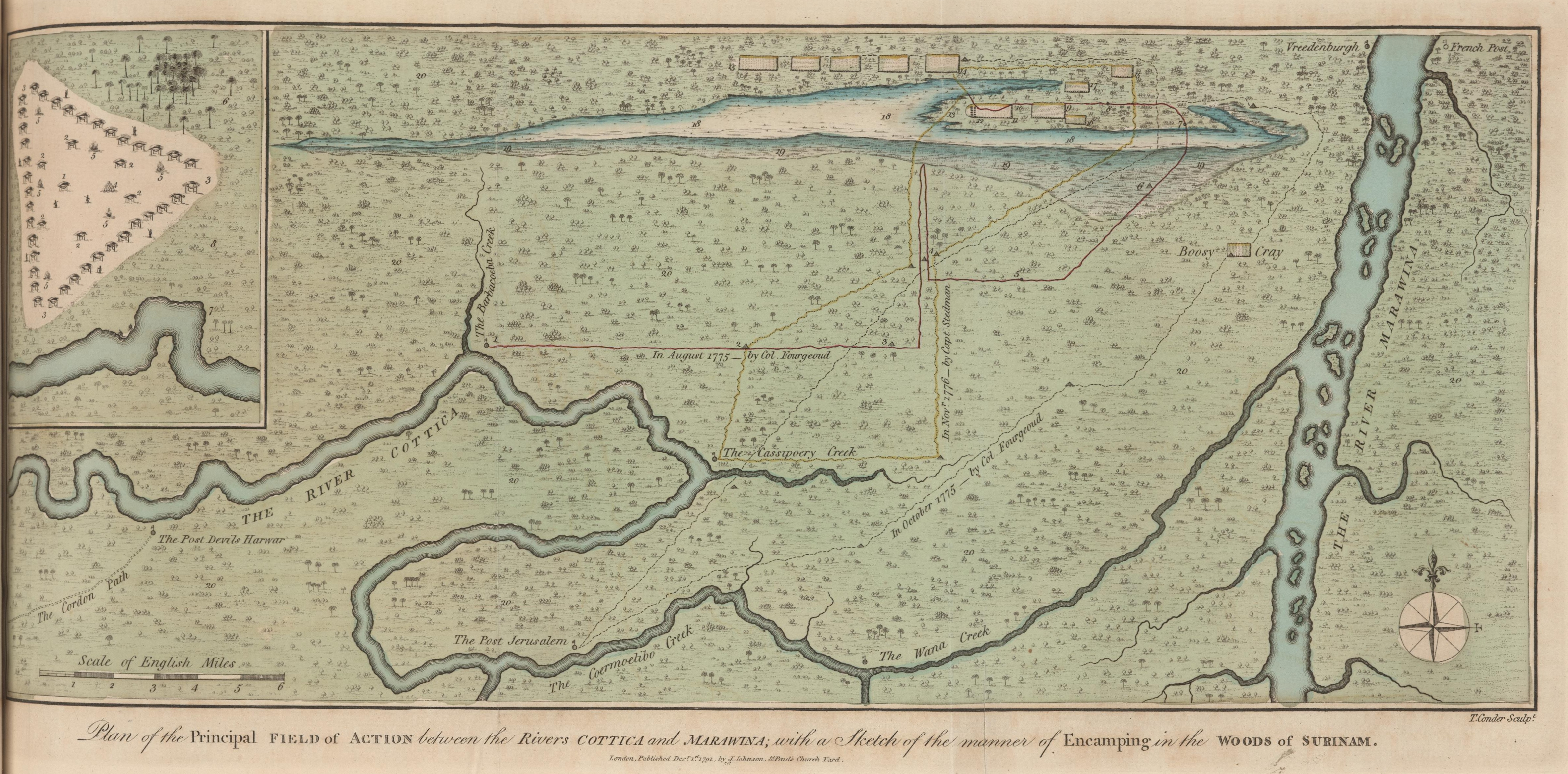
Skizze der Eroberung von Boosy Cray von Fourgeoud 1775 oder 76.

Fourgeoud, der früher in Berbice gedient hatte, schaffte es, Bonis Truppen zurückzudrängen, auch wenn sie niemals besiegt wurden. Letztlich zogen sie sich nach Französisch-Guayana zurück. Der französische Intendant Pierre-Victor Malouet besuchte Paramaribo 1777, um mit den Niederländern das Thema der 200 Maroons auf französischem Territorium zu erörtern.
Die verbliebenen Bonis zogen nach Süden und siedelten entlang des Flusses Lawa, des Grenzflusses zwischen Französisch-Guayana und Suriname. Die Ndyuka bekämpften sie anfangs, weil sie in ihr Gebiet eindrangen. Ende 1779 wurde nach Verhandlungen ein Friedensvertrag zwischen den beiden Stämmen unterzeichnet. Boni wurde eine Tochter des Granman der Ndyuka als Frau gegeben. Der Vertrag erregte Besorgnis in Paramaribo, die Ndyuka konnten die Kolonisten jedoch davon überzeugen, dass Boni zugestimmt hatte, die Plantagen nicht mehr anzugreifen, wenn seine Leute in Ruhe gelassen würden.
Der Frieden hielt bis 1788, als die Plantage Clarenbeek angegriffen wurde. Fünf Soldaten wurden getötet und der Plantagenbesitzer wurde als Sklave für den Stamm entführt. 1789 kündigten die Ndyukas den Friedensvertrag und schlossen sich den Kolonisten an. Im nächsten Jahr wurde Fort Aloekoe erobert und der Plantagenbesitzer wurde aus der Sklaverei befreit. 1791 jagte Lieutenant Colonel Beutler die Boni’s aus Suriname nach Französisch-Guayana.
Am 19. Februar 1793 hatte Boni sein Camp an einem Plat namens Akuba Booko Goo (Akuba’s Gebrochener Kürbis) bei gleichnamigen Stromschnellen am Marouini (Marowijnekreek) aufgeschlagen (⊙). In dieser Nacht wurde Boni verraten und von Bambi, einem Ndyuka-Chief, ermordet. Dieser war durch Lieutenant Stoelman, den Kommandanten der Redi Musus, unter Druck gesetzt worden. Boni wird noch immer als legendäre Figur in den Gemeinschaften in Suriname verehrt. Er steht für den Kampf der Maroons für ihr Recht auf Unabhängigkeit, welcher bis 1887 andauerte, als die Kwinti endlich einen Friedensvertrag aushandeln konnten.